# Naturschutzzentrum Schopflocher Alb
Das Naturschutzzentrum Schopflocher Alb (NAZ) ist eines von sieben Naturschutzzentren der öffentlichen Hand in Baden-Württemberg.

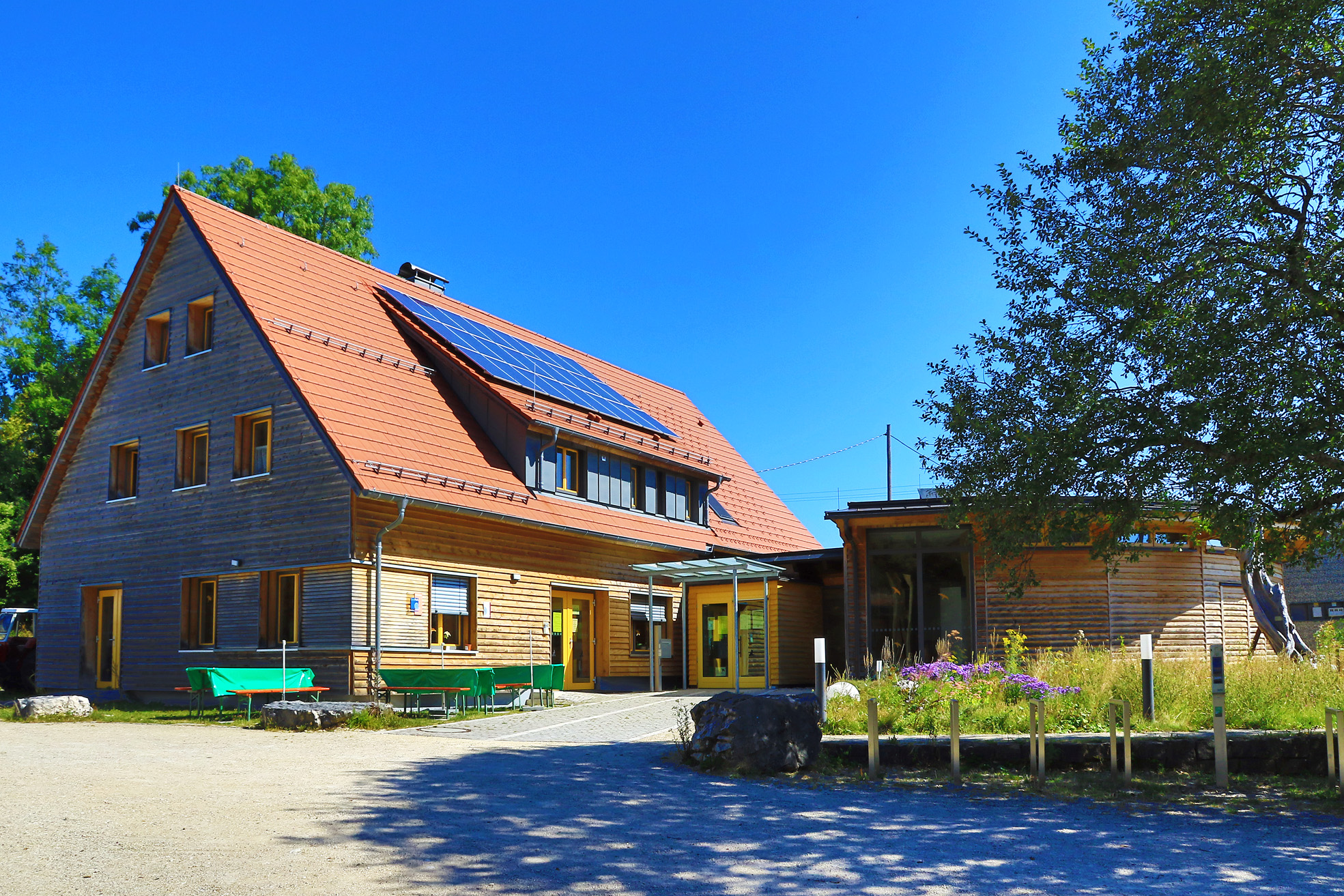
Naturschutzzentrum Schopflocher Alb

Hervorgegangen ist die Einrichtung aus dem ehemaligen Naturschutzzentrum des Landkreises Esslingen, das 1989 als erstes kreiseigenes Naturschutzzentrum in Baden-Württemberg eingerichtet wurde. Das Naturschutzzentrum Schopflocher Alb wurde im Herbst 1994 als Stiftung des bürgerlichen Rechts gegründet. Sitz der Stiftung ist Lenningen-Schopfloch. Zweck der Stiftung ist die Förderung des Naturschutzes und der Landschaftspflege sowie der Betrieb des Naturschutzzentrums. Träger sind das Land Baden-Württemberg und der Landkreis Esslingen.
Das Naturschutzzentrum ist sowohl Informationszentrum des Biosphärengebiets Schwäbische Alb, als auch Infostelle des Geoparks Schwäbische Alb. 

## Standort und Einzugsgebiet

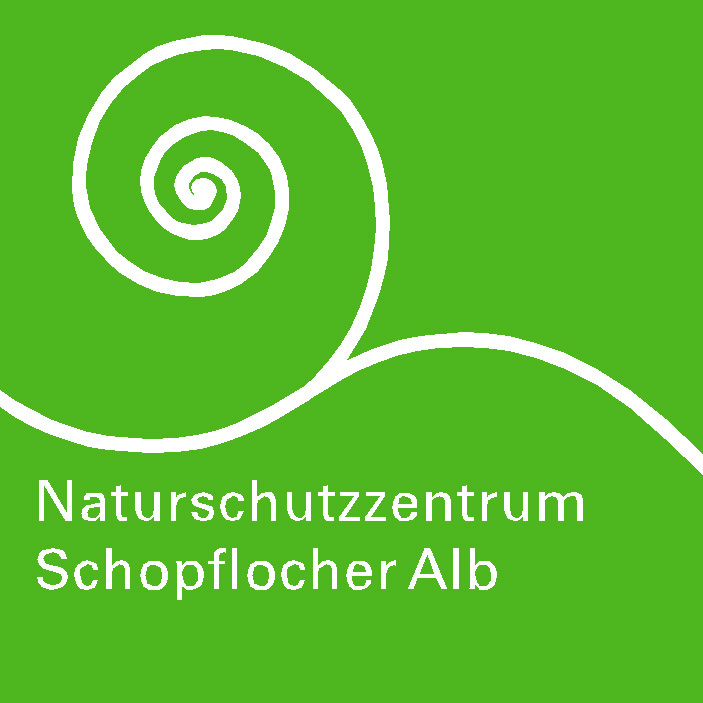
Logo des Naturschutzzentrums Schopflocher Alb

Zur Unterbringung des Naturschutzzentrums wurde das Gebäude des ehemaligen landkreiseigenen Naturschutzzentrums in einem aufgelassenen Steinbruch ausgewählt. Das Naturschutzzentrum liegt etwa 1000 m nördlich von Schopfloch. In ca. 15 km Entfernung befindet sich die Autobahnanschlussstelle Kirchheim unter Teck. Von dort ist das Naturschutzzentrum über die B 465 oder über die Landstraße über Nabern, Bissingen und Ochsenwang zu erreichen.

## Aufgaben des Naturschutzzentrums
Folgende Aufgaben soll das Naturschutzzentrum erfüllen:
- Betreuung der Naturschutzgebiete (Schopflocher Moor, Randecker Maar, Oberes Lenninger Tal)
- Öffentlichkeitsarbeit
- Pflegemaßnahmen in den Naturschutzgebieten
- Betreiben einer Dauerausstellung über Naturschutzgebiete und die Ziele des Natur- und Landschaftsschutzes am Albtrauf sowie von Wechselausstellungen
- Organisation und Durchführung von Informationsveranstaltungen und Exkursionen zu Aufgaben des Natur- und Landschaftsschutzes
- Durchführung von Maßnahmen der Besucherlenkung, insbesondere in Naturschutzgebieten
- Erarbeiten von Informationsmaterial über Natur- und Landschaftsgebiete
- Organisation von Fachtagungen und Seminaren, Ausstellungen und Informationsveranstaltungen zu allgemeinen Themen des Natur- und Umweltschutzes auch unter heimatgeschichtlichem Bezug
- Praktische Unterstützung der Naturschutzarbeit im Landkreis Esslingen

## Naturschutzgebiete

### Schopflocher Moor
Das Schopflocher Moor ist das einzige größere Hochmoor auf der Schwäbischen Alb. Am 20. Februar 1942 wurde das Schopflocher Moor als Naturschutzgebiet ausgewiesen und ist damit das älteste Naturschutzgebiet im Landkreis Esslingen. Im Jahr 1983 wurde es auf 50,4 Hektar erweitert. 2007 wurde das Naturschutzgebiet erneut erweitert auf 76,5 Hektar.

### Randecker Maar
Das Randecker Maar ist ein ehemaliger Vulkanschlot nördlich des Naturschutzzentrums. Es wurde 1990 als Naturschutzgebiet ausgewiesen, welches eine Fläche von 110 Hektar umfasst. Das Randecker Maar wurde zum Nationalen Geotop erklärt. 

### Oberes Lenninger Tal mit Seitentälern
Das Obere Lenninger Tal mit seinen Seitentälern gehört mit einer Fläche von etwa 600 Hektar zu den größten Naturschutzgebieten im Regierungsbezirk Stuttgart. Es wurde 1993 zum Naturschutzgebiet erklärt.